# Sveinn Björnsson

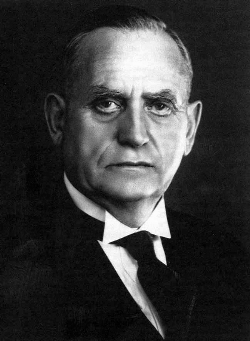
Sveinn Björnsson

Sveinn Björnsson (* 27. Februar 1881 in Kopenhagen; † 25. Januar 1952 in Reykjavík) war der erste Staatspräsident Islands.

## Leben
Der Jurist Sveinn Björnsson wurde 1912 in den Stadtrat von Reykjavík gewählt. Von 1914 bis 1915 und von 1919 bis 1920 gehörte er dem isländischen Parlament Althing an. Nachdem Island 1918 die weitgehende Unabhängigkeit von Dänemark erlangt hatte, war Sveinn von 1920 bis 1924 und von 1926 bis 1941 Gesandter (sendiherra) Islands in Dänemark.
Im April 1940 wurde Dänemark von deutschen Truppen besetzt. Dänemark, das noch in Realunion unter Christian X. mit Island verbunden war, hatte laut Bundesvertrag die Verantwortung für Islands Außenpolitik behalten. In der Folge wurde Island von den Alliierten angeblich zum Schutz vor einer deutschen Invasion besetzt, zunächst von Großbritannien, dessen Truppen danach von den Vereinigten Staaten abgelöst wurden. Die Besatzer erklärten dabei ausdrücklich, sich nicht in isländische Angelegenheiten einmischen zu wollen. In dieser Situation beschloss das Althing, den Unionsvertrag mit Dänemark nicht zu verlängern und ein jährlich zu wählendes Staatsoberhaupt einzusetzen, das als Souverän wirken sollte. Am 17. Juni 1941 wählte es einstimmig den nach Island zurückgekehrten Sveinn Björnsson zum Staatsoberhaupt bzw. „Reichsvorsteher“ (ríkisstjóri). In dieser Funktion übernahm er die Rechte und Pflichten, die zuvor der dänische König innegehabt hatte. 1942 und 1943 wurde er wiedergewählt.
Nachdem durch Verfassungsreferendum vom Mai 1944 bestätigt worden war, dass der Unionsvertrag mit Dänemark widerrufen werden solle, wurde am 17. Juni 1944 die Republik Island proklamiert. Als erster Präsident wurde Sveinn Björnsson durch das Parlament gewählt. Er wurde 1945 und 1949 ohne Gegenkandidaten wiedergewählt. Alle späteren isländischen Präsidenten wurden durch nationale Wahlen bestimmt. Sveinn Björnsson starb im Amt am 25. Januar 1952 in Reykjavík.
Sveinn Björnsson gehörte 1924 zu den Gründern des isländischen Roten Kreuzes und war bis 1926 dessen erster Vorsitzender. Neben verschiedenen weiteren Organisationen und Verbänden gründete er auch die älteste isländische Schifffahrtsgesellschaft Eimskip mit und war von 1914 bis 1920 und von 1924 bis 1926 deren Vorstandsvorsitzender.
Als Anwalt trug Sveinn Björnsson zum Erfolg der Naturschützerin Sigríður Tómasdóttir bei; sie erreichten gemeinsam die Annullierung eines bereits geschlossenen Vertrages, der die Umwandlung des Gullfoss-Wasserfalls in ein Kraftwerk bedeutet hätte, und den Übergang des Gullfoss in den Besitz des isländischen Volkes.
Sveinn war seit 1908 mit Georgía Hoff-Hansen verheiratet, mit der er sechs Kinder hatte. Sein ältester Sohn Björn Björnsson schloss sich im Zweiten Weltkrieg als Offizier der Waffen-SS an.